# 四万十町

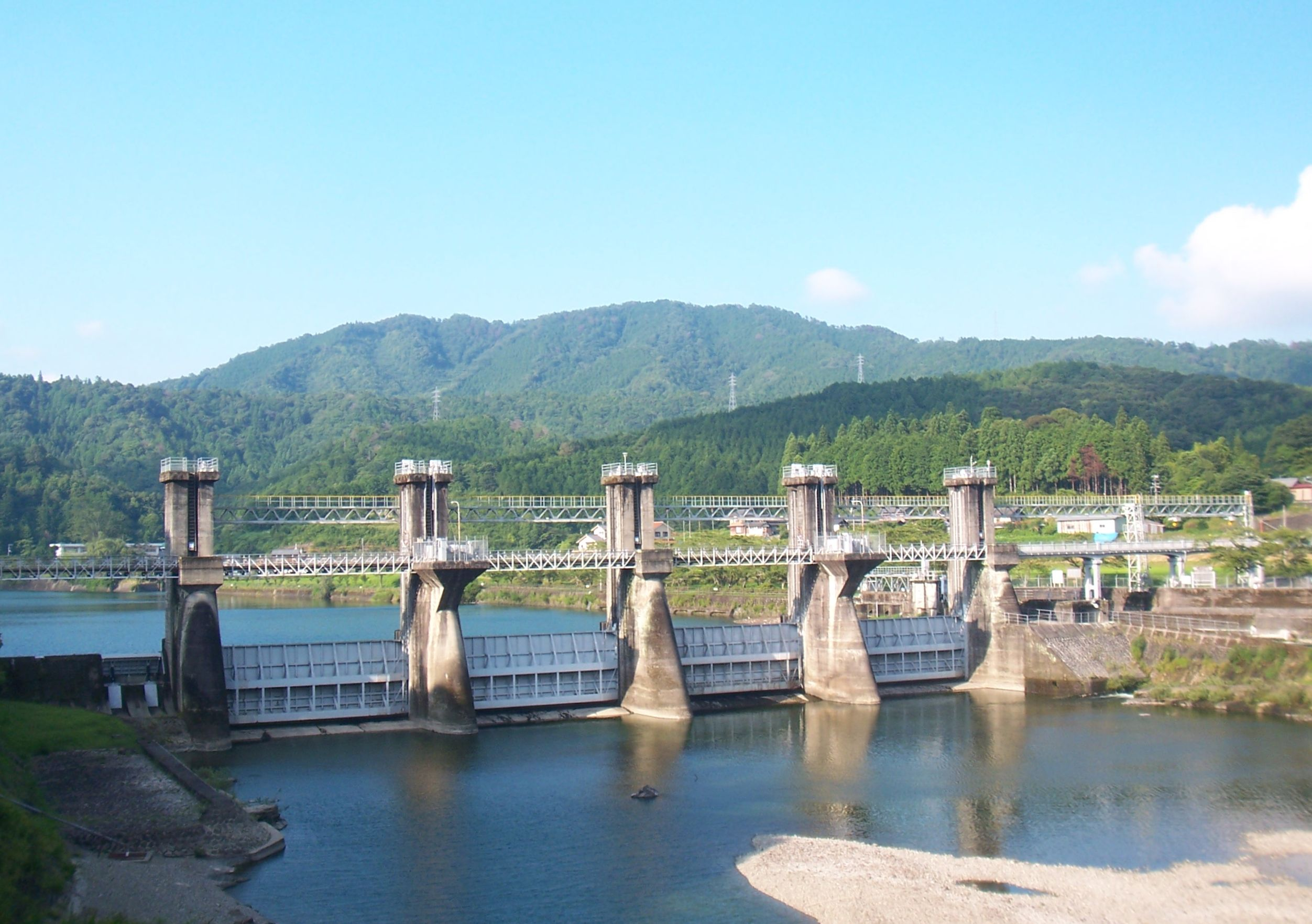
四万十川にある家地川ダム（佐賀取水堰）

四万十町（しまんとちょう）は、高知県西南部に位置し、高岡郡に属する人口約1.6万人（2021年8月31日現在）の町。

## 地理
四万十川の中流に位置し、東は太平洋（土佐湾）に面し、北西部は四国山地を挟んで愛媛県と境を接する。

### 地形

#### 山地
主な山
- 四国山地

#### 河川
主な川
- 四万十川

#### 湾岸
- 太平洋（土佐湾） - 今後発生が予見されている南海トラフ巨大地震の際には、町内の海岸に最大15mの津波が到達することが予想されている[2]。

### 気候
| 窪川（1991年 - 2020年）の気候      | 窪川（1991年 - 2020年）の気候 | 窪川（1991年 - 2020年）の気候 | 窪川（1991年 - 2020年）の気候 | 窪川（1991年 - 2020年）の気候 | 窪川（1991年 - 2020年）の気候 | 窪川（1991年 - 2020年）の気候 | 窪川（1991年 - 2020年）の気候 | 窪川（1991年 - 2020年）の気候 | 窪川（1991年 - 2020年）の気候 | 窪川（1991年 - 2020年）の気候 | 窪川（1991年 - 2020年）の気候 | 窪川（1991年 - 2020年）の気候 | 窪川（1991年 - 2020年）の気候 |
| 月                                 | 1月                           | 2月                           | 3月                           | 4月                           | 5月                           | 6月                           | 7月                           | 8月                           | 9月                           | 10月                          | 11月                          | 12月                          | 年                            |
| ---------------------------------- | ----------------------------- | ----------------------------- | ----------------------------- | ----------------------------- | ----------------------------- | ----------------------------- | ----------------------------- | ----------------------------- | ----------------------------- | ----------------------------- | ----------------------------- | ----------------------------- | ----------------------------- |
| 最高気温記録 °C （°F）             | 21.2 (70.2)                   | 24.2 (75.6)                   | 27.0 (80.6)                   | 31.2 (88.2)                   | 33.0 (91.4)                   | 33.6 (92.5)                   | 38.0 (100.4)                  | 38.8 (101.8)                  | 36.4 (97.5)                   | 31.6 (88.9)                   | 26.5 (79.7)                   | 22.1 (71.8)                   | 38.8 (101.8)                  |
| 平均最高気温 °C （°F）             | 10.6 (51.1)                   | 11.9 (53.4)                   | 15.2 (59.4)                   | 19.9 (67.8)                   | 23.9 (75)                     | 26.1 (79)                     | 30.4 (86.7)                   | 31.0 (87.8)                   | 28.0 (82.4)                   | 23.6 (74.5)                   | 18.2 (64.8)                   | 12.8 (55)                     | 21.0 (69.8)                   |
| 日平均気温 °C （°F）               | 4.2 (39.6)                    | 5.3 (41.5)                    | 8.8 (47.8)                    | 13.6 (56.5)                   | 18.1 (64.6)                   | 21.4 (70.5)                   | 25.4 (77.7)                   | 25.9 (78.6)                   | 22.7 (72.9)                   | 17.2 (63)                     | 11.4 (52.5)                   | 6.1 (43)                      | 15.0 (59)                     |
| 平均最低気温 °C （°F）             | −1.1 (30)                     | −0.3 (31.5)                   | 2.9 (37.2)                    | 7.6 (45.7)                    | 12.9 (55.2)                   | 17.7 (63.9)                   | 21.7 (71.1)                   | 22.2 (72)                     | 18.9 (66)                     | 12.4 (54.3)                   | 6.1 (43)                      | 0.7 (33.3)                    | 10.2 (50.4)                   |
| 最低気温記録 °C （°F）             | −8.5 (16.7)                   | −8.9 (16)                     | −7.0 (19.4)                   | −2.5 (27.5)                   | 2.5 (36.5)                    | 8.4 (47.1)                    | 14.1 (57.4)                   | 13.7 (56.7)                   | 7.3 (45.1)                    | 0.2 (32.4)                    | −3.9 (25)                     | −8.9 (16)                     | −8.9 (16)                     |
| 降水量 mm （inch）                 | 84.7 (3.335)                  | 115.8 (4.559)                 | 207.1 (8.154)                 | 253.9 (9.996)                 | 308.7 (12.154)                | 425.8 (16.764)                | 377.9 (14.878)                | 415.9 (16.374)                | 524.8 (20.661)                | 281.4 (11.079)                | 158.3 (6.232)                 | 96.9 (3.815)                  | 3,251 (127.992)               |
| 平均降水日数 （≥1.0 mm）           | 7.2                           | 8.2                           | 11.1                          | 10.5                          | 10.9                          | 15.2                          | 13.4                          | 13.5                          | 14.0                          | 9.5                           | 8.1                           | 7.5                           | 129.1                         |
| 平均月間日照時間                   | 173.8                         | 166.1                         | 188.6                         | 190.4                         | 186.8                         | 123.8                         | 168.6                         | 191.5                         | 140.2                         | 168.9                         | 160.9                         | 172.4                         | 2,035.8                       |
| 出典1：Japan Meteorological Agency |                               |                               |                               |                               |                               |                               |                               |                               |                               |                               |                               |                               |                               |
| 出典2：気象庁                      |                               |                               |                               |                               |                               |                               |                               |                               |                               |                               |                               |                               |                               |

### 人口
| |                                          |  |
| 四万十町と全国の年齢別人口分布（2005年） | 四万十町の年齢・男女別人口分布（2005年） |  |
| ■紫色 ― 四万十町 ■緑色 ― 日本全国 | ■青色 ― 男性 ■赤色 ― 女性                |  |
| 四万十町（に相当する地域）の人口の推移 \| 1970年（昭和45年） \| 29,062人 \| \| \| 1975年（昭和50年） \| 26,969人 \| \| \| 1980年（昭和55年） \| 26,438人 \| \| \| 1985年（昭和60年） \| 25,622人 \| \| \| 1990年（平成2年） \| 24,226人 \| \| \| 1995年（平成7年） \| 23,081人 \| \| \| 2000年（平成12年） \| 21,844人 \| \| \| 2005年（平成17年） \| 20,527人 \| \| \| 2010年（平成22年） \| 18,726人 \| \| \| 2015年（平成27年） \| 17,325人 \| \| \| 2020年（令和2年） \| 15,607人 \| \| |                                          |  |
| 総務省統計局 国勢調査より |                                          |  |
| 1970年（昭和45年） | 29,062人                                 |  |
| 1975年（昭和50年） | 26,969人                                 |  |
| 1980年（昭和55年） | 26,438人                                 |  |
| 1985年（昭和60年） | 25,622人                                 |  |
| 1990年（平成2年） | 24,226人                                 |  |
| 1995年（平成7年） | 23,081人                                 |  |
| 2000年（平成12年） | 21,844人                                 |  |
| 2005年（平成17年） | 20,527人                                 |  |
| 2010年（平成22年） | 18,726人                                 |  |
| 2015年（平成27年） | 17,325人                                 |  |
| 2020年（令和2年） | 15,607人                                 |  |

### 隣接自治体
高知県
- 四万十市
- 高岡郡中土佐町・津野町・檮原町
- 幡多郡黒潮町

愛媛県
- 北宇和郡鬼北町・松野町

## 歴史

### 沿革
平成
- 2006年（平成18年）3月20日 - 高岡郡窪川町と幡多郡大正町・十和村が合併して発足。
  - なお四万十町が発足する前の2005年に四万十川の下流域に別自治体の四万十市が発足していた。しかし名称決定は四万十町の方がわずかに早く、また両者とも四万十の名前を譲ることができなかったことから四万十町と四万十市の両方が存在することになった[4]。なお合併以前より、四万十市（旧中村市）内に四万十町（しまんとちょう）という全く同じ地名が存在する。
- 2014年（平成26年）5月7日 - 町役場新庁舎が現在地に完成し、茂串町より移転。

### 災害
- 2014年（平成26年）8月9日 - 平成26年台風第11号の集中豪雨により被害。災害救助法の適用を受ける[5]。

## 政治

### 行政

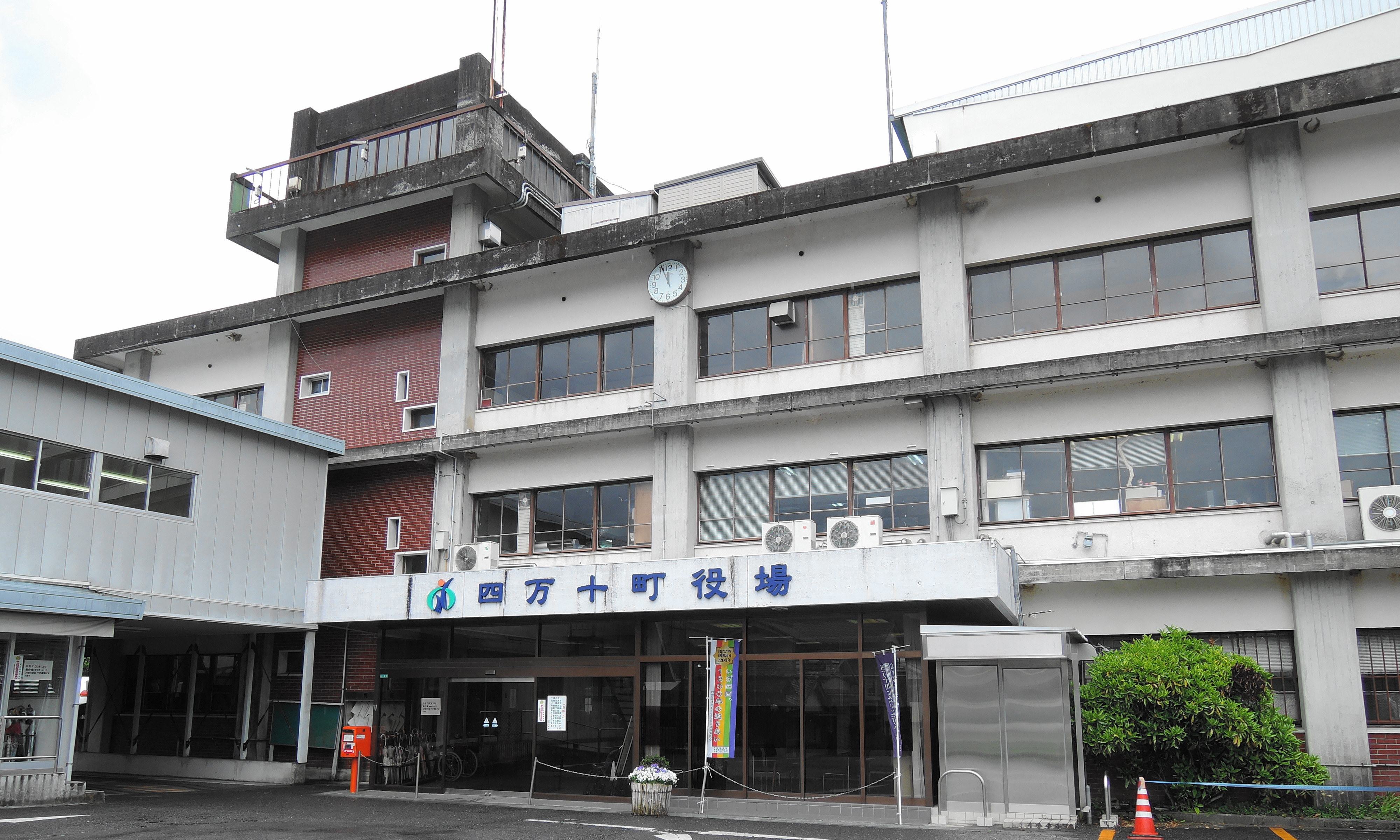
四万十町役場旧庁舎

新町発足当時は町役場を茂串町に置いていたが、2014年5月7日、琴平町に移転した。

#### 首長
- 町長：中尾博憲（2014年4月23日就任）

歴代町長
- 初代：前田哲生（2006年4月23日 - 2010年4月22日、1期）
- 第2代：高瀬満伸（2010年4月23日 - 2014年4月22日、1期）

### 議会

#### 町議会
四万十町議会
- 定数：18[6]
- 任期：2015年1月25日 - 2019年2月10日

#### 衆議院
- 衆議院小選挙区は高知県第2区である。

## 施設

### 警察
- 高知県窪川警察署
  - 仁井田駐在所 - 下呉地242番地13
  - 東又駐在所 - 黒石585番地5
  - 興津駐在所 - 興津2333番地5
  - 松葉川駐在所 - 七里甲161番地1
  - 大正駐在所 - 大正310番地1
  - 十川駐在所 - 十川25番地5

### 消防
- 高幡消防組合四万十清流消防署
  - 四万十清流消防署西分署

### 郵便局
主な郵便局
- 窪川郵便局
- 大正郵便局（集配局）
- 十川郵便局

### 運動施設
- 四万十町大正体育館

## 対外関係

### 姉妹都市･提携都市

#### 海外
提携都市
- 高敞郡（大韓民国 全羅南道）
  - 2012年（平成24年）4月2日 友好提携[7]

## 経済
主力となる産業は、農林水産業、観光などである。特にショウガは日本有数の生産量である。
町内にあった四万十農業協同組合は2019年から高知県農業協同組合（JA高知県）に統合された。
水産業では小室漁港、浦分漁港があり、町の沖合ではシイラ漁が盛ん。
飲食関連の産業としては、焼酎製造の無手無冠（「ダバダ火振」蔵元）と、日本酒蔵元の文本酒造がある。

## 情報・通信

### マスメディア

#### 新聞社
- 高知新聞窪川支局

#### 放送局
- 四万十町ケーブルネットワーク

#### 中継局
- 大正テレビ中継局
- NHK窪川ラジオ中継放送所
- NHK大正ラジオ中継放送所

## 電話
市外局番は0880である。高岡郡のほかの町は0889であるがここ四万十町は幡多郡の0880を使っている。なお、中村・宿毛地域にかける場合は局番がいる。

## 教育

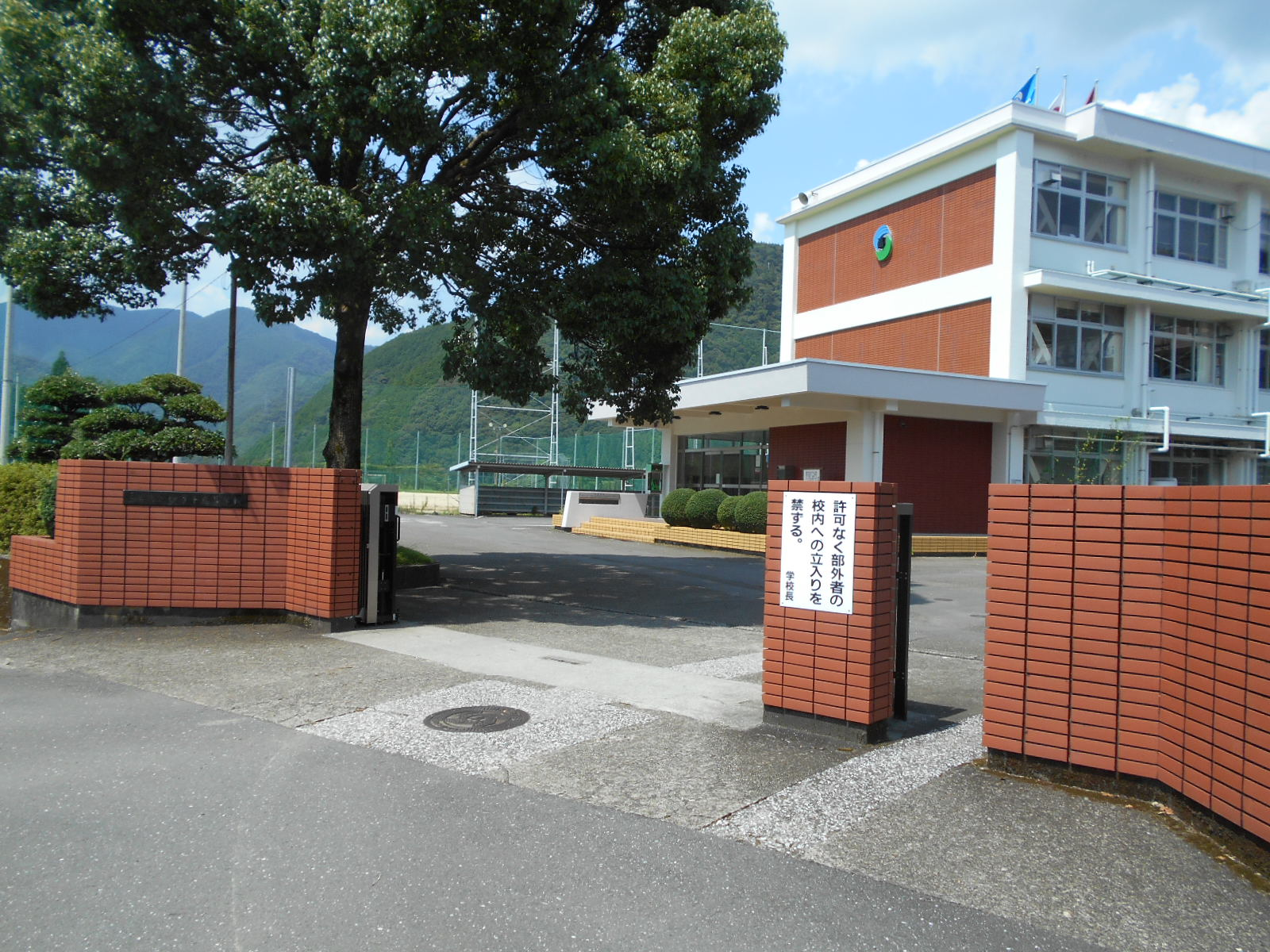
高知県立四万十高等学校（四万十町大正）

### 高等学校
- 高知県立窪川高等学校
- 高知県立四万十高等学校

### 中学校
- 四万十町立窪川中学校
- 四万十町立大正中学校
- 四万十町立十川中学校

### 小学校
閉校・休校の小学校は高知県小学校の廃校一覧を参照。
- 四万十町立窪川小学校
- 四万十町立川口小学校
- 四万十町立七里小学校
- 四万十町立米奥小学校
- 四万十町立仁井田小学校
- 四万十町立影野小学校
- 四万十町立東又小学校
- 四万十町立興津小学校
- 四万十町立田野々小学校
- 四万十町立北ノ川小学校
- 四万十町立昭和小学校
- 四万十町立十川小学校

## 交通

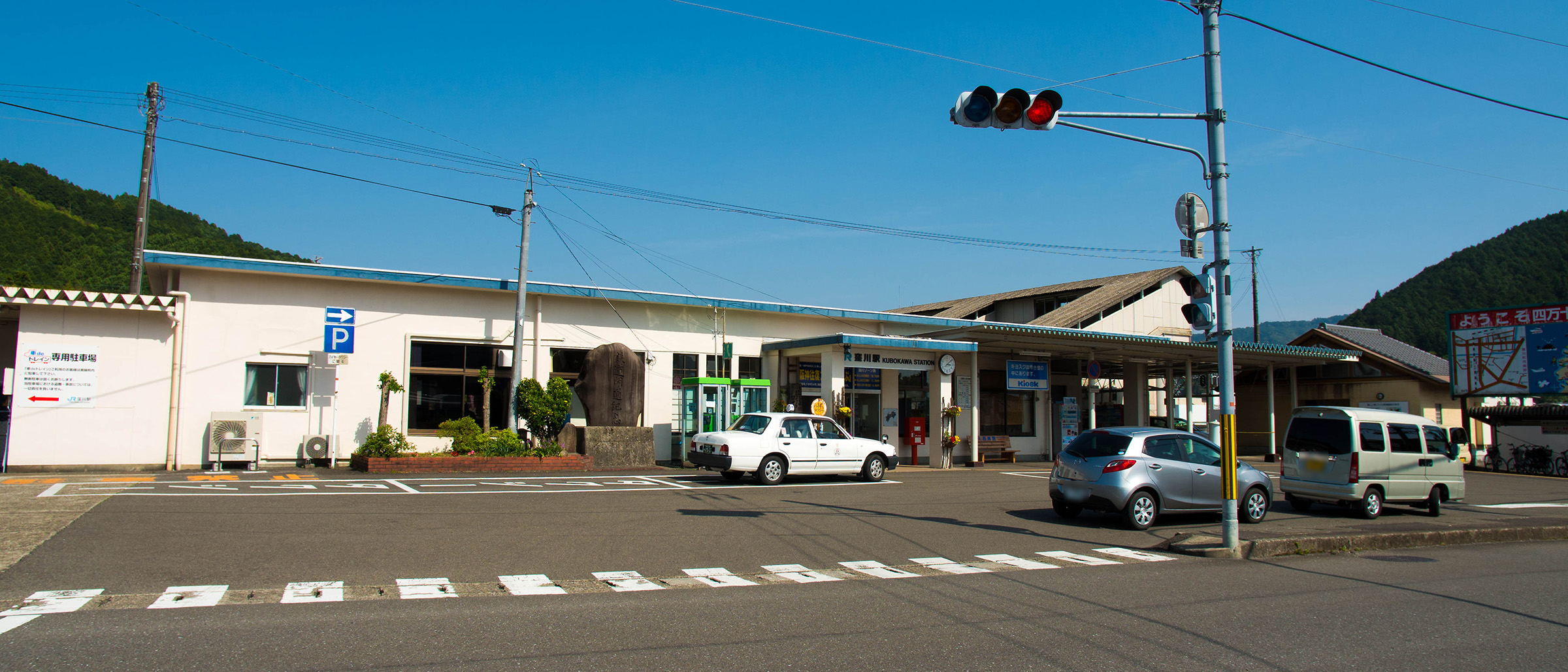
窪川駅

### 空路
町内に空港はない。最寄りの空港は高知空港。

### 鉄道
町の中心となる駅：窪川駅
四国旅客鉄道（JR四国）
- 土讃線
  - 影野駅 - 仁井田駅 - 六反地駅 - 窪川駅
- 予土線
  - 若井駅 - 家地川駅 - 打井川駅 - 土佐大正駅 - 土佐昭和駅 - 十川駅

土佐くろしお鉄道
- 中村線
  - 窪川駅 - 若井駅

### バス

#### 路線バス
- 四万十交通[12]
- 四万十町コミュニティバス

#### 高速バス
- しまんとブルーライナー：京都市、大阪市（あべの・なんば・梅田）、神戸市（三宮） - 四万十町

### 道路

#### 高速道路
- 高知自動車道（窪川佐賀道路）
  - 四万十町東インターチェンジ
  - 四万十町中央インターチェンジ
  - 四万十町西インターチェンジ

※四万十町中央 - 四万十町西間は建設中。

#### 国道
- 国道56号
- 国道381号
- 国道439号

#### 県道
主要地方道
- 高知県道19号窪川船戸線
- 高知県道52号興津窪川線

### 道の駅
- 道の駅四万十大正
- 道の駅あぐり窪川
- 道の駅四万十とおわ

### 港湾
主な漁港
- 浦分漁港

## 観光

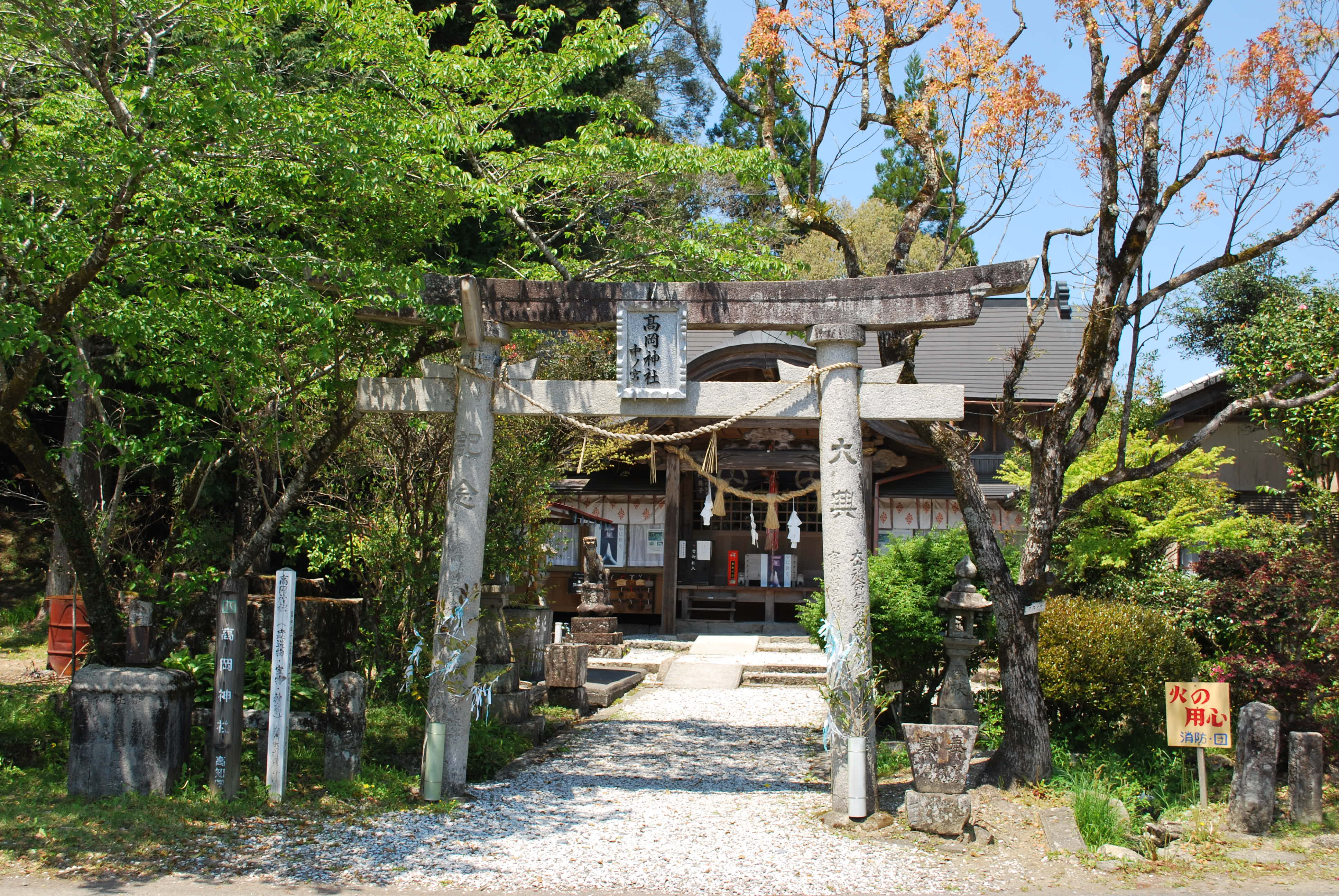
高岡神社

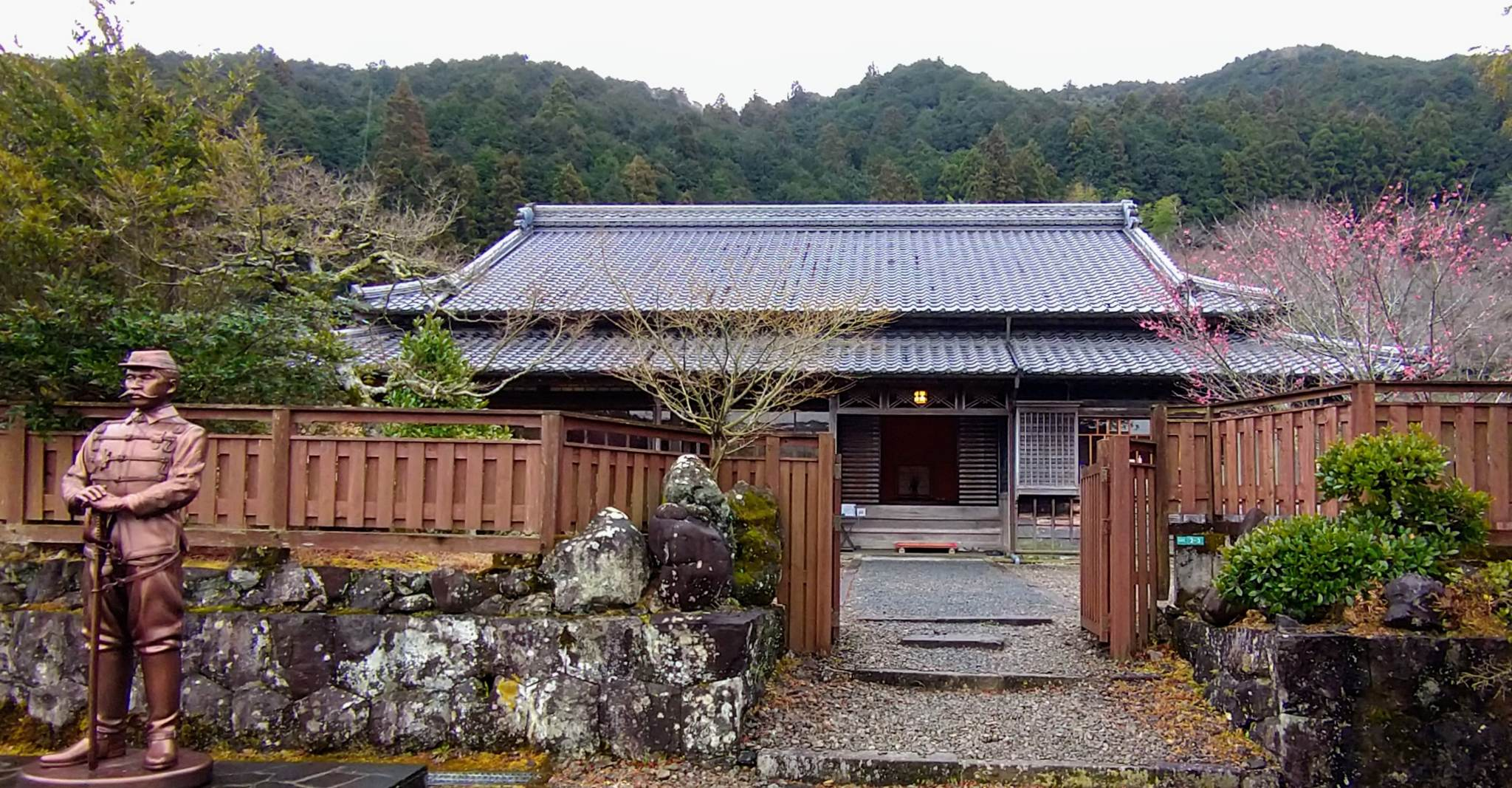
旧都築家別邸

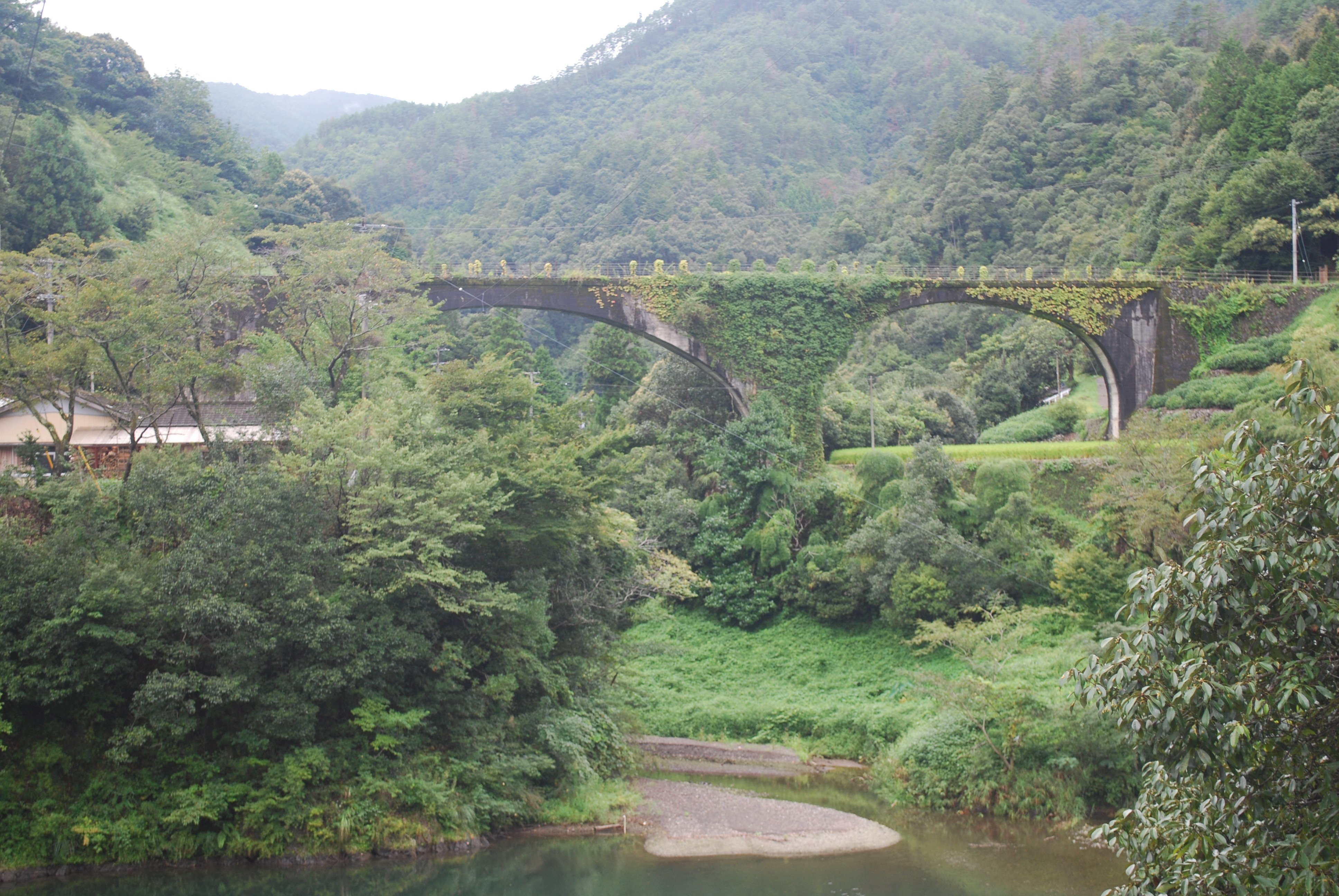
佐川橋（下津井めがね橋）

### 名所･旧跡
主な寺院
- 藤井山岩本寺（四国八十八箇所）

主な神社
- 高岡神社

主な史跡
- 旧都築家別邸
- 佐川橋 - 1944年（昭和19年）に完成したトロッコ列車の軌道橋で、高知県近代化遺産に指定されている。

### 観光スポット
- 小室の浜（日本の白砂青松100選）
- 興津小室の浜海水浴場
- 興津青少年旅行村
- 仁井田のヒロハチシャノキ（国の天然記念物）
- 海洋堂ホビー館四万十
- 海洋堂かっぱ館
- 馬之助神社
- 松葉川温泉

集落活動センター
- 中津川集落活動センター「こだま」[13]
- 集落活動センター　仁井田のりん家
- 集落活動センターけやき

## 文化・名物

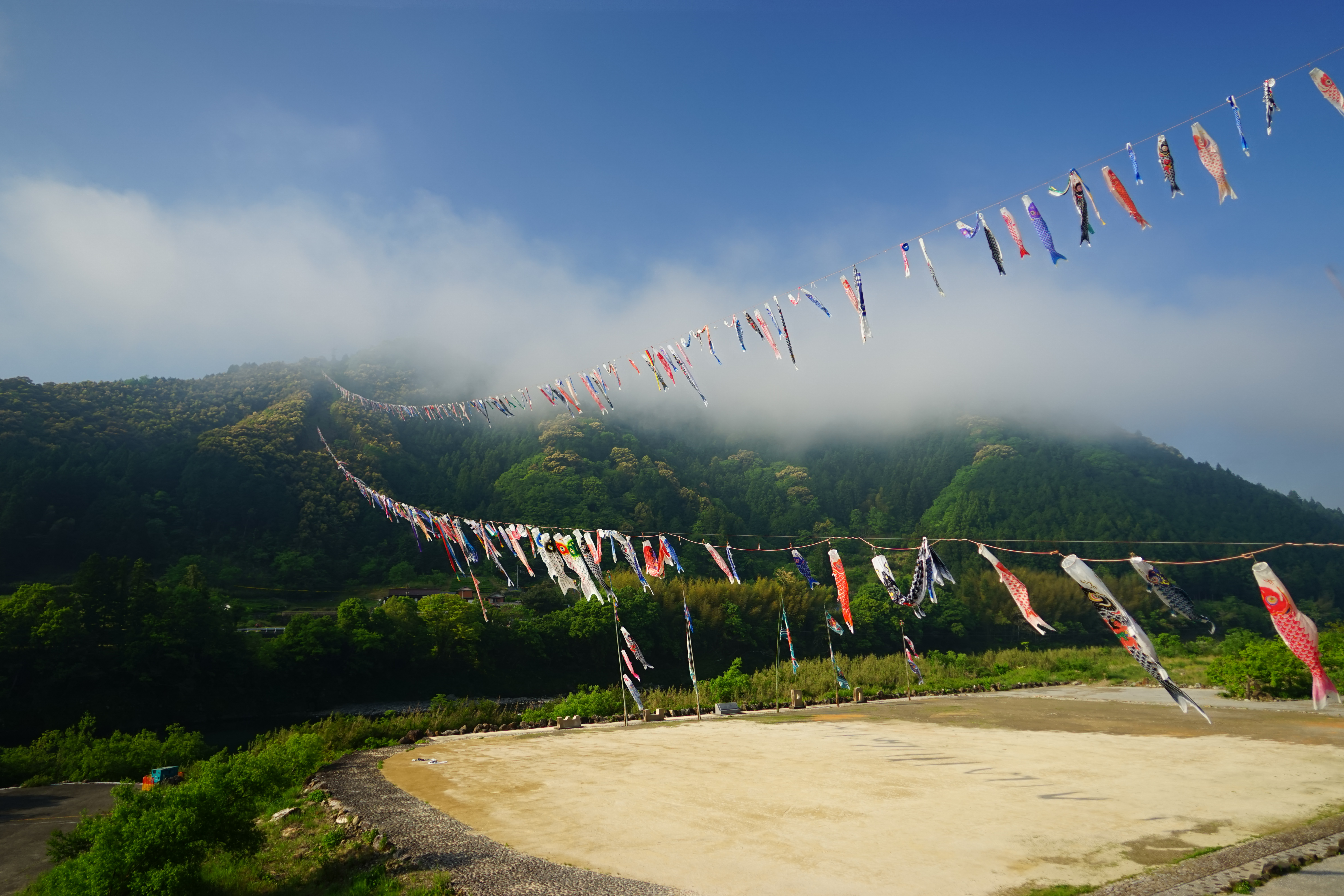
四万十町十和、こいのぼりの川渡し

### 祭事・催事
- 鯉のぼりの川渡し
- 四万十川ウルトラマラソン

### 名産・特産
- 仁井田米
- 窪川大豆
- 窪川豚
- 四万十檜 - 町役場庁舎にも当町産の檜間伐材が使用されている[14]。
- 四万十川の天然鮎
- 泉貨紙

### スポーツ

#### サッカー
- ロッサライズKFC（高知県社会人サッカーリーグ）

## 出身者
- 葵みちる（漫画家）
- 佐竹晴記（政治家、弁護士）
- 嶋内よし子（元卓球選手）
- 高橋良昌（元プロ野球選手）
- 谷干城（軍人、政治家）
- 津野浩（プロゴルファー、元プロ野球選手）
- DJ KAORI（ミュージシャン）
- 芝幸太郎（実業家）
- 福永宇宙（プロボクサー）